# Maisoncelles-Pelvey
Maisoncelles-Pelvey – miejscowość i gmina we Francji, w regionie Normandia, w departamencie Calvados.
Według danych na rok 1990 gminę zamieszkiwały 203 osoby, a gęstość zaludnienia wynosiła 38 osób/km² (wśród 1815 gmin Dolnej Normandii Maisoncelles-Pelvey plasuje się na 683. miejscu pod względem liczby ludności, natomiast pod względem powierzchni na miejscu 855.).